# Fatima (filme de 2015)
Fatima é um filme de drama franco-canadense dirigido por Philippe Faucon. O filme foi exibido na Quinzena dos Realizadores no Festival de Cannes de 2015. Fatima ganhou o Prêmio Louis-Delluc de melhor filme em dezembro de 2015. Ele também recebeu quatro indicações no César de 2016, e venceu as categorias de Melhor Filme, Melhor Atriz Revelação (Zita Hanrot) e Melhor Adaptação.

## Elenco
- Soria Zeroual como Fatima
- Zita Hanrot como Nesrine
- Kenza Noah Aïche como Souad
- Chawki Amari como o ex-marido de Fatima
- Dalila Bencherif como Leila
- Edith Saulnier como Séverine

## Recepção

### Crítica
No agregador de críticas Rotten Tomatoes, o filme possui uma aprovação de 84% baseada em 25 resenhas, e uma nota média de 6,8/10. No Metacritic, Fatima possui uma média ponderada de 69/100, baseada em 9 resenhas, indicando "críticas geralmente favoráveis".

### Prêmios e indicações
| Prêmio / Festival                                                     | Categoria              | Vencedores / Indicados | Resultado |
| --------------------------------------------------------------------- | ---------------------- | ---------------------- | --------- |
| César                                                                 | Melhor Filme           |                        | Venceu    |
| César                                                                 | Melhor Atriz           | Soria Zeroual          | Indicado  |
| César                                                                 | Melhor Atriz Revelação | Zita Hanrot            | Venceu    |
| César                                                                 | Melhor Adaptação       | Philippe Faucon        | Venceu    |
| Syndicat français de la critique de cinéma et des films de télévision | Melhor Filme Francês   |                        | Venceu    |
| Prêmio Louis-Delluc                                                   | Melhor Filme           |                        | Venceu    |
| Prêmio Lumière                                                        | Melhor Roteiro         | Philippe Faucon        | Venceu    |
| Prix Jacques Prévert du Scénario                                      | Melhor Adaptação       | Philippe Faucon        | Indicado  |